# Jacob Holm (handbollsspelare)
Jacob Holm, född 5 september 1995, är en dansk handbollsspelare, som spelar för Paris Saint-Germain HB och det danska landslaget. Han är högerhänt och spelar i anfall som vänsternia.
Han deltog i U21-VM 2015 där det danska laget vann guld, och debuterade sedan för det danska A-landslaget i 2016. År 2021 och 2023 var han med och tog VM-guld. Han var även med och tog silver i OS 2020 i Tokyo, och brons i EM 2022.